# Новосёлка (Изяславский район)
Новосёлка (укр. Новосілка) — село в Изяславском районе Хмельницкой области Украины.
Население по переписи 2001 года составляло 12 человек. Почтовый индекс — 30312. Телефонный код — 3852. Занимает площадь 0,143 км². Код КОАТУУ — 6822182204.

## История
В 1946 г. указом ПВС УССР село Ядвонино переименовано в Новосёлку.

## Местный совет
30312, Хмельницкая обл., Изяславский р-н, с. Дертка, ул. Центральная, 4